# Hadj Hammou El Machatt
 (mars 2010).
Si vous disposez d'ouvrages ou d'articles de référence ou si vous connaissez des sites web de qualité traitant du thème abordé ici, merci de compléter l'article en donnant les références utiles à sa vérifiabilité et en les liant à la section « Notes et références ».
Hadj Hammou Al Mechatt, connu également par ses amis et proches par le nom « H'bibite », est le fondateur du club sportif Ittihad Zemmouri de Khémisset.

## Biographie
Né en 1919 à Aït Abbou dans la région de Khémisset, il rejoint l'académie de Meknès pour faire ses études. Il revient à sa ville natale en 1940 et fonde l'IZK (Ittihad Zemmouri de Khemisset) où il joue comme arrière central.
En 1956, il est nommé Super-Caïd à Taza puis, en 1960, devient Gouverneur et Directeur de la Protection Civile.